# Mesoclemmys gibba
Mesoclemmys gibba är en sköldpaddsart som beskrevs av  August Friedrich Schweigger 1812. Mesoclemmys gibba ingår i släktet Mesoclemmys och familjen ormhalssköldpaddor. Inga underarter finns listade i Catalogue of Life.
Arten hittades i olika regioner i norra Sydamerika samt på några tillhörande öar.